# Tyromyces inodermatus
Tyromyces inodermatus är en svampart som beskrevs av Corner 1989. Tyromyces inodermatus ingår i släktet Tyromyces och familjen Polyporaceae.   Inga underarter finns listade i Catalogue of Life.